# 米拉 (烏克蘭)
50°26′24″N 30°10′10″E / 50.44000°N 30.16944°E
米拉（烏克蘭語：Мила）是位於烏克蘭北部的村莊，由基辅州布恰区的德米特里夫卡市鎮負責管轄。該村始建於1900年，面積0.13平方公里，海拔高度174米，2001年人口494，人口密度每平方公里3,920.6人。